# 小行星7796
小行星7796（英語：7796 Jaracimrman）是一颗围绕太阳公转的小行星。1996年1月16日，茲德內克·莫拉維克在克列特发现了此天体。
这颗小行星的绝对星等为41.41759662502826等。